# Forcipomyia galbiventris
Forcipomyia galbiventris är en tvåvingeart som beskrevs av Art Borkent 1997. Forcipomyia galbiventris ingår i släktet Forcipomyia och familjen svidknott.
Artens utbredningsområde är Papua Nya Guinea. Inga underarter finns listade i Catalogue of Life.